# Lars Sandbeck
Lars Sandbeck (født 22. oktober 1974) er en dansk teolog, forfatter og lektor ved Folkekirkens Uddannelses- og Videnscenter.
Lars Sandbeck har især gjort sig bemærket som fortaler for en grundig videnskabelig og filosofisk ateismekritik, der ser kritisk på den såkaldte nyateisme.. I den sammenhæng har han blandt andet redigeret og udgivet adskillige bøger, der kritiserer nyateismens grundlag og samfundskonsekvenser. Han udgav således ikke mindst bogen Gudløse hjerner i 2009 sammen med Lars Christiansen, hvor forfatterne hævder, at den nye ateisme er en aggressiv fundamentalistisk og totalitær bevægelse. Bogen argumenterer for, at denne ateismes religionskritik er forfejlet og udgør en politisk og etisk fare for det moderne demokratiske samfund og dets sammenhængskraft. Lars Sandbeck udgav desuden selv bogen Den Gudløse verden i 2020, hvor han skriver, at Danmark ikke længere er et kristent land. Det skyldes blandt andet den nye ateisme, der ifølge forfatteren har misforstået kristendommen.

## CV
- 2004 Cand.theol., Københavns Universitet
- 2006-2009 Ph.d.-studerende, Det Teologiske Fakultet, Københavns Universitet
- 2015 Konstitueret redaktør af Dansk Kirketidende
- 2016 Lektor ved Folkekirkens Uddannelses- og Videnscenter